# Королі (Ірбітський міський округ)
Королі́ (рос. Короли) — присілок у складі Ірбітського міського округу Свердловської області.
Населення — 6 осіб (2010, 22 у 2002).
Національний склад населення станом на 2002 рік: росіяни — 45 %, казахи — 41 %.